# أوسكار هيدمان
أوسكار هيدمان (بالسويدية: Oscar Hedman) هو لاعب هوكي الجليد سويدي، ولد في 21 أبريل 1986 في أورنشولدسفيك في السويد.

## وصلات خارجية
- أوسكار هيدمان على موقع دوري الهوكي الوطني (الإنجليزية)
- أوسكار هيدمان على موقع EliteProspects.com (الإنجليزية)
- أوسكار هيدمان على موقع Eurohockey.com (الإنجليزية)
- أوسكار هيدمان على موقع HockeyDB.com (الإنجليزية)